# Alameda Central

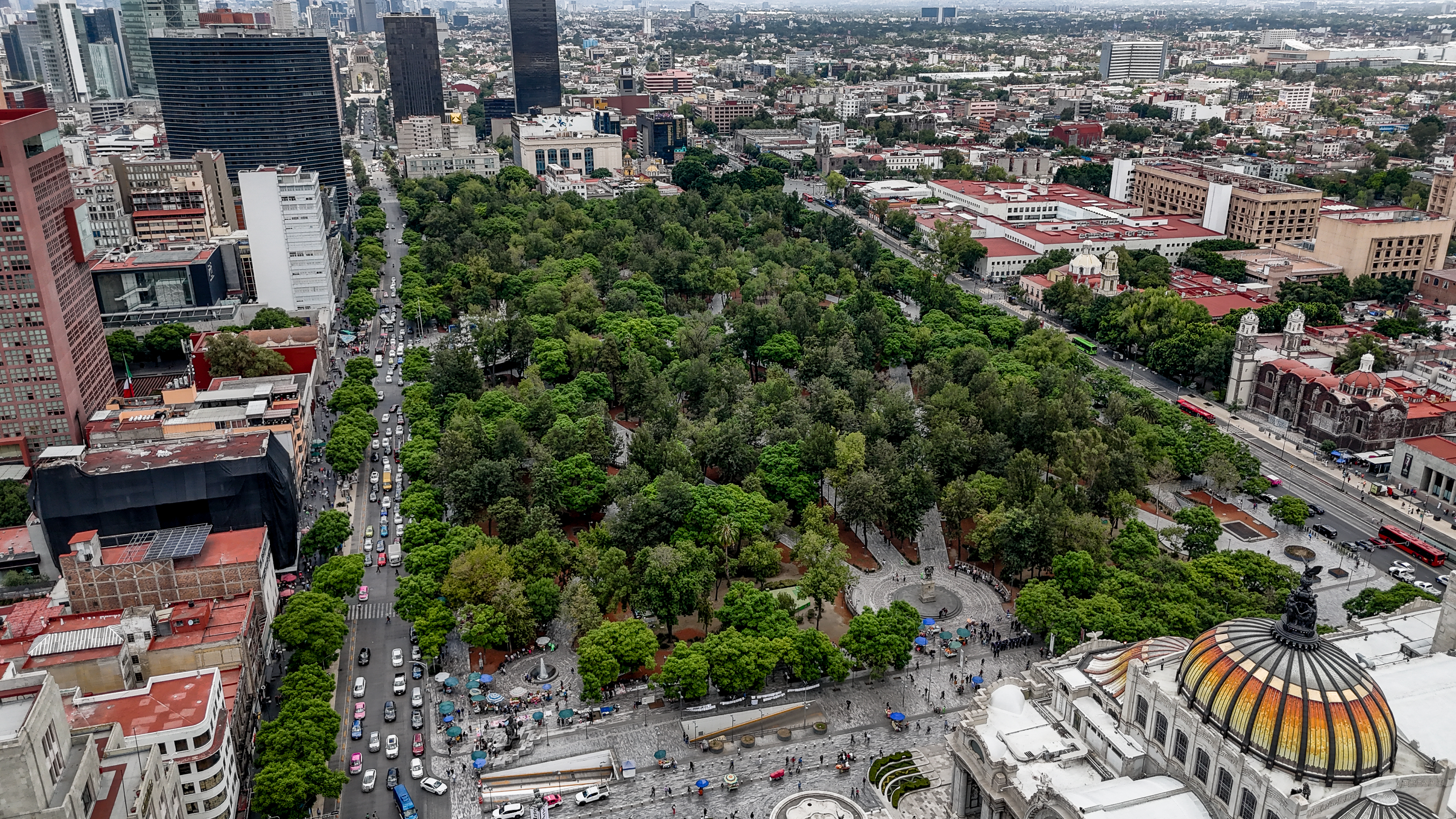
Luchtfoto van Alameda Central in noordwestelijke richting

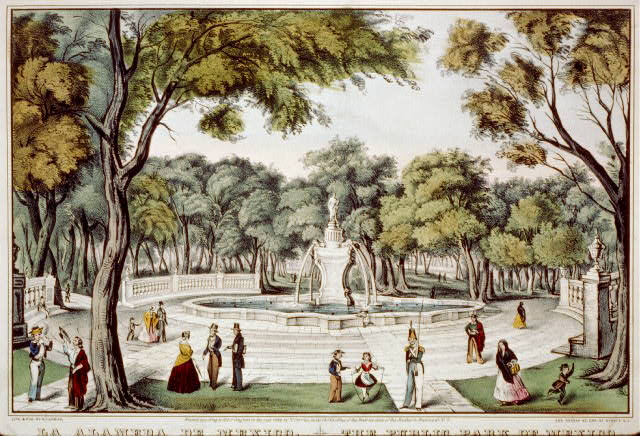
Het Alameda in 1848

Het Alameda Central is een park in de gemeente Cuauhtémoc in Mexico-Stad. Het park is gelegen tussen de Avenido Benito Juárez en de Avenida Hidalgo, vlak bij het Paleis van Schone Kunsten.
Het Alameda is een groene tuin met geplaveide paden en decoratieve fonteinen en standbeelden, en is regelmatig het toneel van publieke gebeurtenissen. Het park is gecreëerd in 1592.
Monumenten in het Alameda zijn onder andere een monument voor Ludwig van Beethoven gedoneerd door de Duitse gemeenschap in Mexico en het monument voor Benito Juárez.